# Strimkarakara
Strimkarakara (Phalcoboenus australis) är en fågel i familjen falkar inom ordningen falkfåglar.

## Utbredning och systematik
Fågelns utbredningsområde är Eldslandet, Isla de los Estados, Navarino Island och Falklandsöarna. Den behandlas som monotypisk, det vill säga att den inte delas in i några underarter.

### Släktestillhörighet
Arten placeras traditionellt i släktet Phalcoboenus. Genetiska studier har dock visat att chimangokarakaran, traditionellt placerad i Milvago står nära arterna i Phalcoboenus. Eftersom de utgör en klad falkar som alla är relativt släkt samt att inget vetenskapligt släktesnamn finns beskrivet för chimangokarakaran har tongivande taxonomiska auktoriteten Clements et al istället valt att inkludera både Milvago och Phalcoboenus i Daptrius som har prioritet. Andra, som BirdLife International och IUCN, behåller Phalcoboenus men inkluderar chimangokarakaran däri.

## Status
IUCN kategoriserar arten som nära hotad.

## Bilder

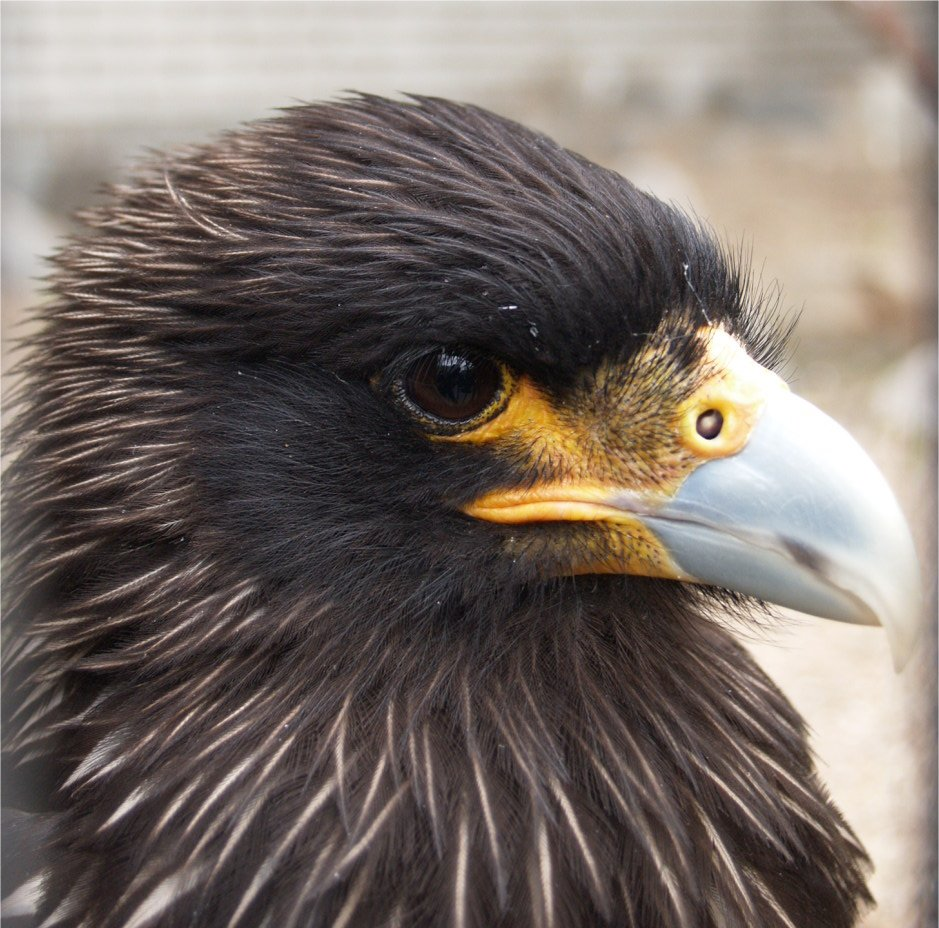
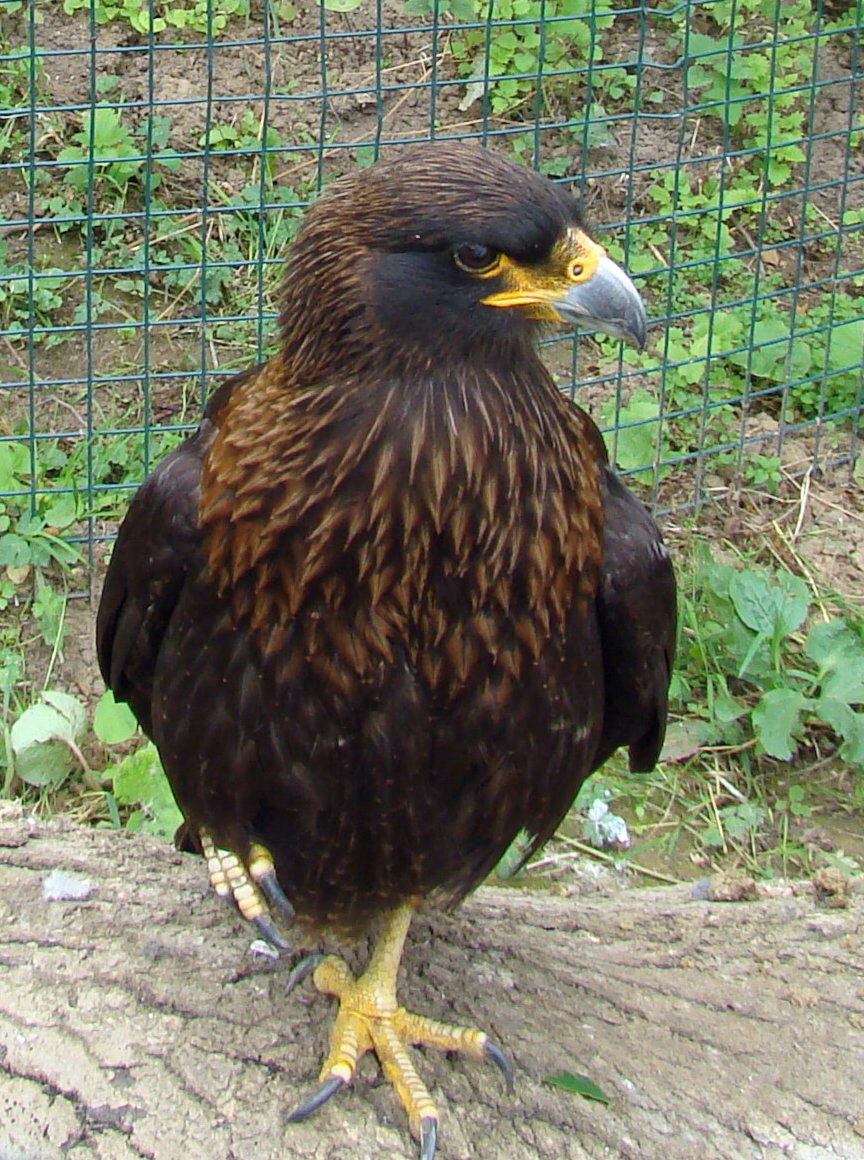
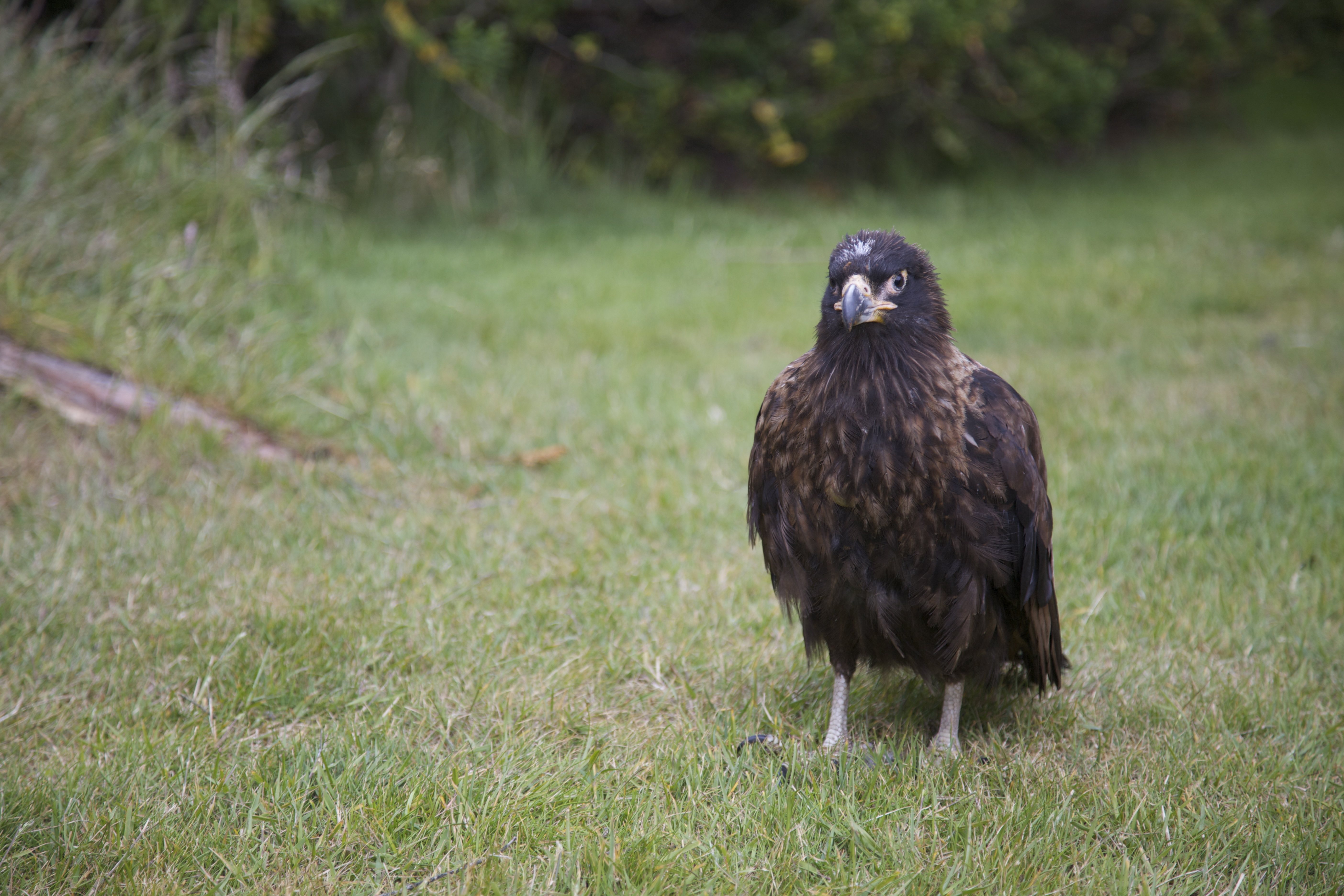
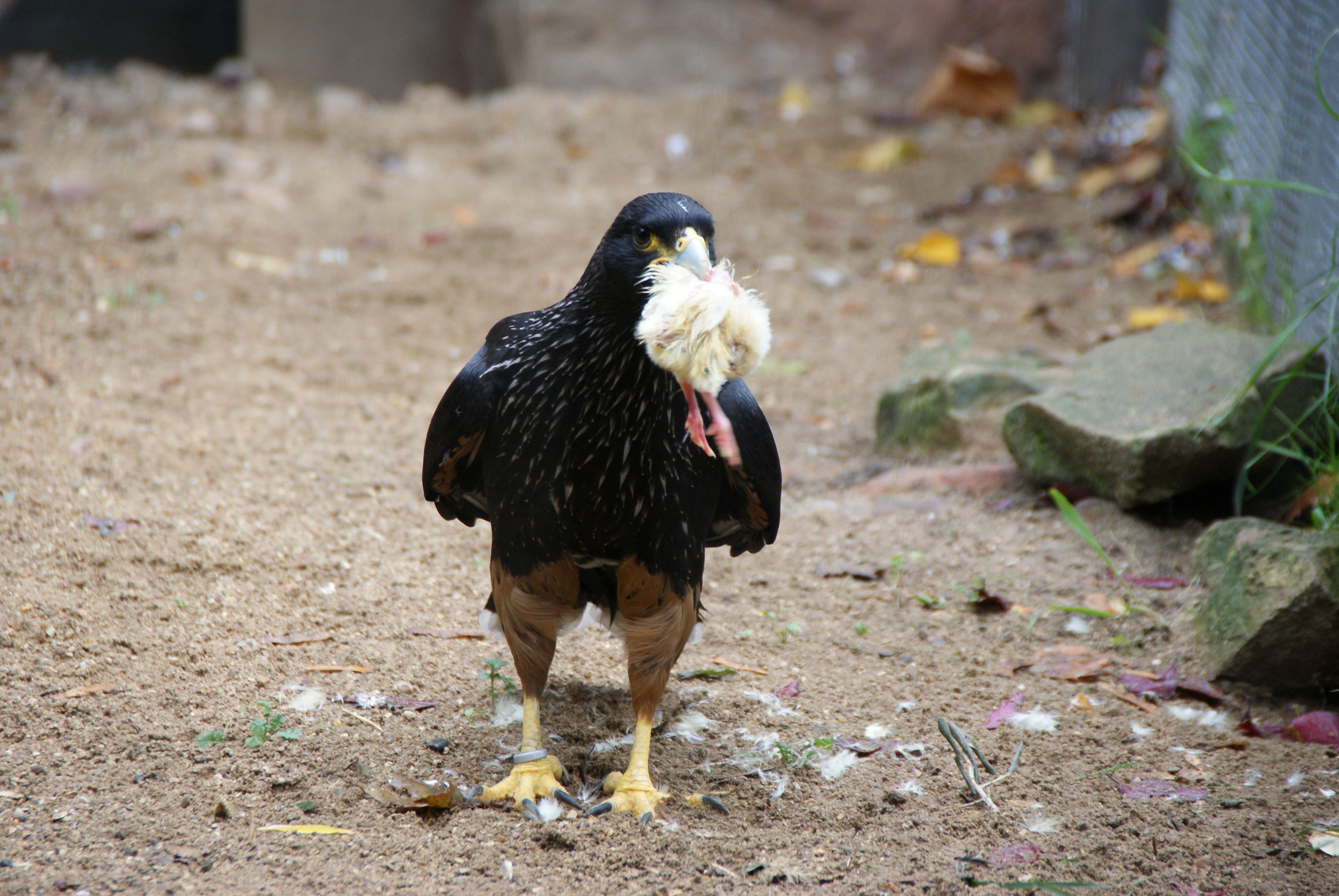
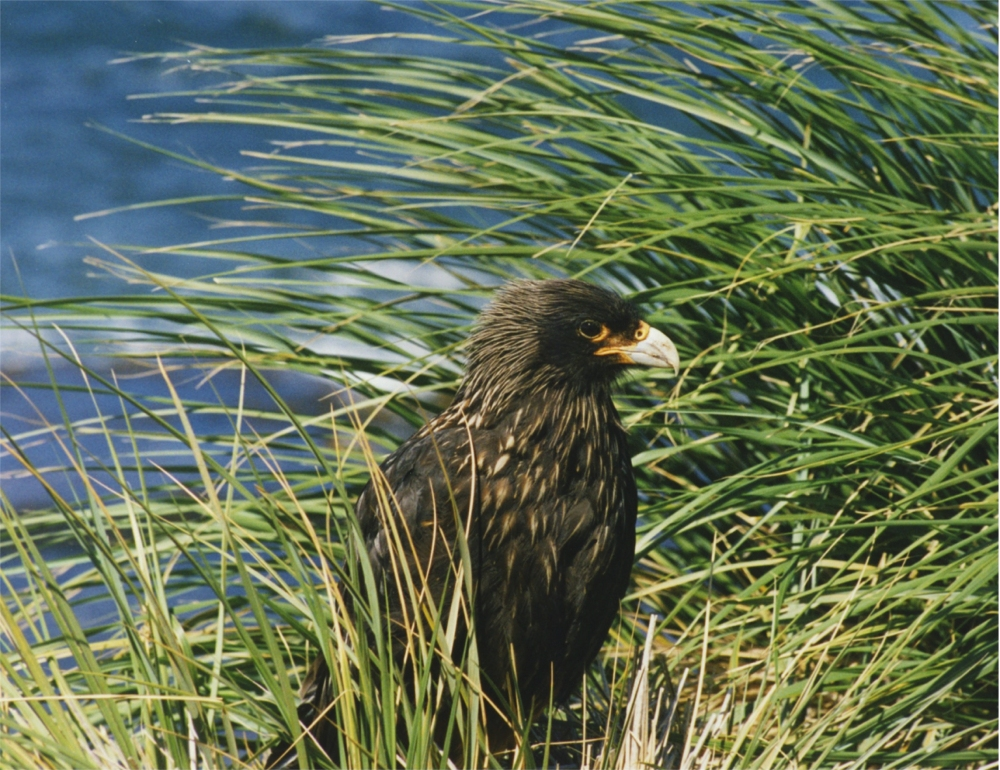
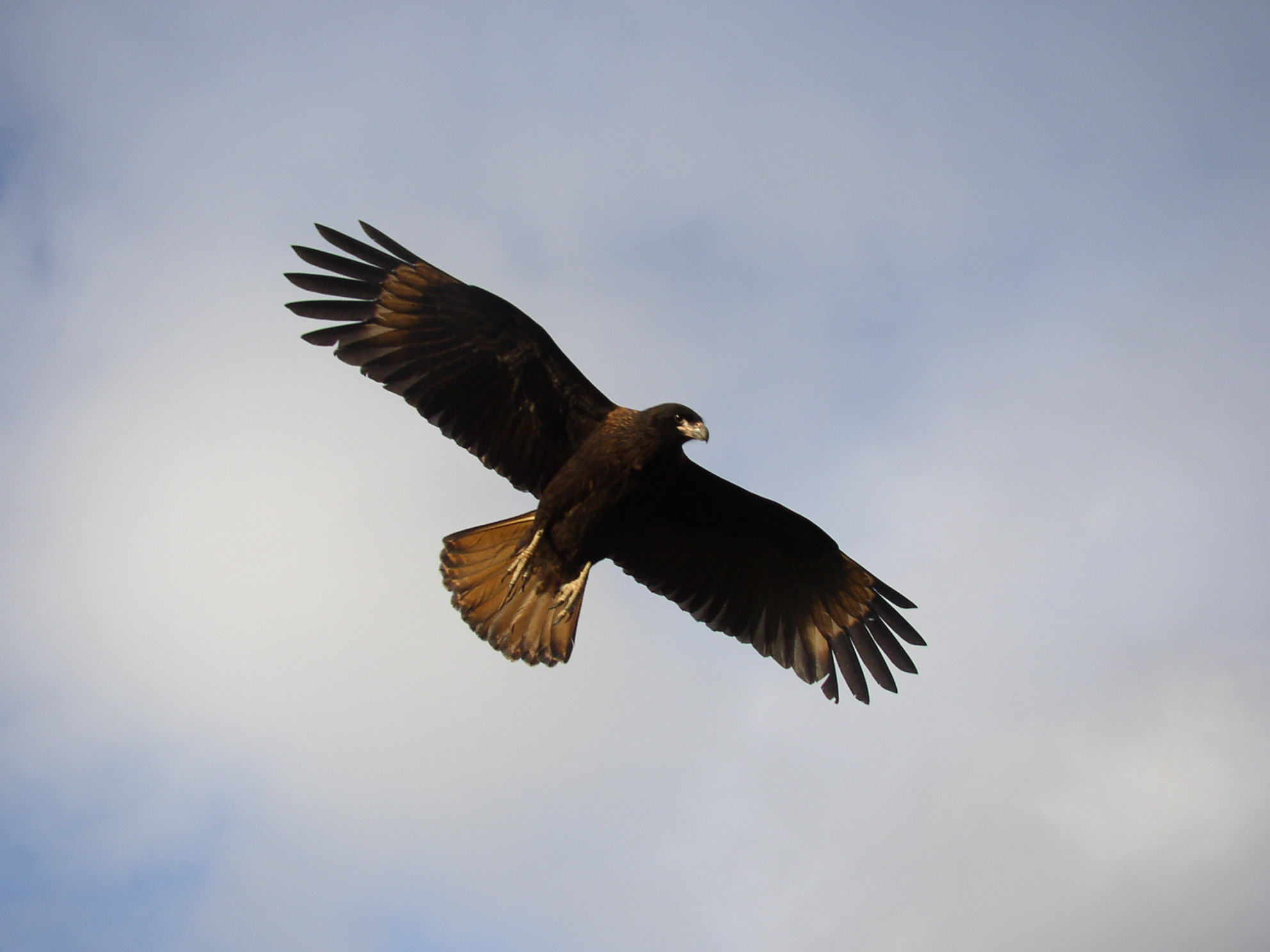